# عبدالعظیم فنجان
عبدالعظیم فنجان (زادهٔ ۱۹۵۵ میلادی در ناصریه، عراق) شاعر عراقی است.

## زندگی
عبدالعظیم فنجان در سال ۱۹۵۵ در شهر ناصریهٔ عراق متولد گردید. در اواخر دههٔ هشتاد میلادی از عراق خارج شد و سفری طولانی را در تبعیدگاه‌های گوناگون آغاز کرد که تأثیری ژرف در واژگان و نگرهٔ شعری او بر جای گذاشت. او به هیچ‌یک از نسل‌ها و جریان‌های شعری معاصر عربی و عراقی تعلق ندارد و خود «خارج از دسته» آواز سرمی‌دهد. اشعار بسیاری از عبدالعظیم فنجان در معتبرترین روزنامه‌ها و مجلات عربی منتشر شده‌است و برخی از کارهای او به زبان‌های مختلفی همچون انگلیسی، آلمانی، اسپانیایی، فارسی و… برگردان شده‌است. مقالات و پژوهش‌های فراوانی نیز در خصوص شعر او به چاپ رسیده‌است. او در زمینه روزنامه‌نگاری نیز فعالیت می‌کند و مدتی سردبیری روزنامهٔ «المحور» را بر عهده داشته‌است.

## آثار
از فنجان تاکنون دو مجموعه شعر به چاپ رسیده‌است با نام‌های: «کیف تفوز بوردة؟» (چگونه برندهٔ یک گل شوی؟) و «أفکر مثل شجرة» (چون یک درخت می‌اندیشم). همچنین رمانی تحت عنوان «رؤیاساز» و مجموعه شعری به نام «ترانه‌ای برای به‌خاک‌مالیدن جهان» نیز از او در دست انتشار است.

## نمونه شعر
«یک درخت»

وقتی کار بریدنش تمام شد

متوجه سایه‌اش نبودند

که همچنان ایستاده بود

به پشت‌سر نگاه نکردند

و

همچنان سایهٔ گنجشک

میان سایهٔ شاخه‌هایش

جست‌وخیز می‌کرد

«رود»

رود می‌آید

امواج خود را نمی‌یابد

دستی می‌یابد، پوشیده از آسمان.

رود می‌رود

طنین امواج خود را نمی‌شنود

صدای افتادن سنگ‌ها را در بستر خود می‌شنود

به گستره‌ای پهناور می‌رسد

کودکی می‌بیند

که شن‌ها را به شنیدن آواز خود فراخوانده‌است:

ای رود

ای رود

این‌ها بستر و مسیل تو نیستند

این‌ها

خطوط دست‌های من‌اند!

«سرگردانی»

مردی از نردبانی بالا می‌رود

و بر شانهٔ خود، نردبانی دارد

که مردی دیگر، از آن بالا می‌رود

در انتهای هر نردبان

نردبان‌هایی‌ست

که مردانی از آن‌ها بالا می‌روند

و بر شانهٔ خود

نردبان‌هایی دارند

نردبان‌ها، به نردبان‌ها منتهی می‌شوند

سرگردانی، به سرگردانی

و امید

به لغزشگاه…

## پی‌نوشت
1. ↑  فنجان، «چون یک درخت می‌اندیشیم»، مجلهٔ شعر.
2. ↑  فنجان، «چون یک درخت می‌اندیشیم»، مجلهٔ شعر.
3. ↑  «سه چهره از یک شاعر»،  جمهوری اسلامی،  ۱۲.
4. ↑  «سه چهره از یک شاعر»،  جمهوری اسلامی،  ۱۲.
5. ↑  «سه چهره از یک شاعر»،  جمهوری اسلامی،  ۱۲.